# Campionato mondiale di scherma 1938
Il Campionato mondiale di scherma del 1938 si è svolto a Piešťany, in Cecoslovacchia. In questa edizione si torna a disputare solo la gara di fioretto femminile individuale.
Sono stati assegnati 1 titolo femminile e 6 titoli maschili:
- femminile
  - fioretto individuale
- maschile
  - fioretto individuale
  - fioretto a squadre
  - sciabola individuale
  - sciabola a squadre
  - spada individuale
  - spada a squadre

## Risultati

### Uomini
| Evento                          | Oro                                                                                               | Argento                                                                                         | Bronzo |
| Spada                           |                                                                                                   |                                                                                                 | |
| Spada individuale (dettagli)    | Michel Pécheux                                                                                    | Edoardo Mangiarotti                                                                             | Bernard Schmetz |
| Spada a squadre (dettagli)      | Francia Pierre Bitschiné Henry Brethous Henri Dulieux Michel Pécheux Bernard Schmetz Albert Wolff | Svezia Frank Cervell Hans Drakenberg Gustaf Dyrssen Carl Forssell Bengt Ljungquist Sven Thofelt | Italia Carlo Agostoni Roberto Battaglia Dario Mangiarotti Edoardo Mangiarotti Saverio Ragno                                    |
| Fioretto                        |                                                                                                   |                                                                                                 | |
| Fioretto individuale (dettagli) | Gioacchino Guaragna                                                                               | Giorgio Bocchino                                                                                | André Gardère |
| Fioretto a squadre (dettagli)   | Italia Giorgio Bocchino Gioacchino Guaragna Gustavo Marzi Giuliano Nostini Renzo Nostini          | Francia René Bougnol Jéhan Buhan Jean Coutte Édouard Gardère Charley Lion                       | Cecoslovacchia Hervarth Frass von Friedenfeldt Jiří Jesenský Jindřich Kakos Bohuslav Kirchmann Zdenko Rybka František Vohryzek |
| Sciabola                        |                                                                                                   |                                                                                                 | |
| Sciabola individuale (dettagli) | Aldo Montano                                                                                      | Aldo Masciotta                                                                                  | Giuseppe Perenno |
| Sciabola a squadre (dettagli)   | Italia Giulio Gaudini Gustavo Marzi Aldo Masciotta Aldo Montano Giuseppe Perenno Mauro Racca      | Francia Marcel Faure Édouard Gardère Louis Taillandier Jean-François Tournon                    | Paesi Bassi Willem Driebergen Antonius Montfoort Frans Mosman Jacques Vandervoodt Franciscus van Wieringen                     |

### Donne
| Evento                          | Oro          | Argento           | Bronzo       |
| Fioretto                        |              |                   |              |
| Fioretto individuale (dettagli) | Marie Šedivá | Carmen Slabochová | Jenny Addams |

## Medagliere
| Posizione | Nazione        |   |   |   | Totale |
| --------- | -------------- | - | - | - | ------ |
| 1         | Italia         | 4 | 3 | 2 | 9      |
| 2         | Francia        | 2 | 2 | 2 | 6      |
| 3         | Cecoslovacchia | 1 | 1 | 1 | 3      |
| 4         | Svezia         | 0 | 1 | 0 | 1      |
| 5         | Belgio         | 0 | 0 | 1 | 1      |
| 5         | Paesi Bassi    | 0 | 0 | 1 | 1      |
| Totale    | Totale         | 7 | 7 | 7 | 21     |